# Haidomyrmex davidbowiei
Haidomyrmex davidbowiei (лат.) — ископаемый вид муравьёв рода Haidomyrmex из подсемейства Haidomyrmecinae. Обнаружен в бирманском янтаре мелового периода (штат Качин, около Мьичина, север Мьянмы, юго-восточная Азия), возрастом около 100 млн лет. Назван в честь английского рок-музыканта Дэвида Боуи (1947—2016).

## Описание

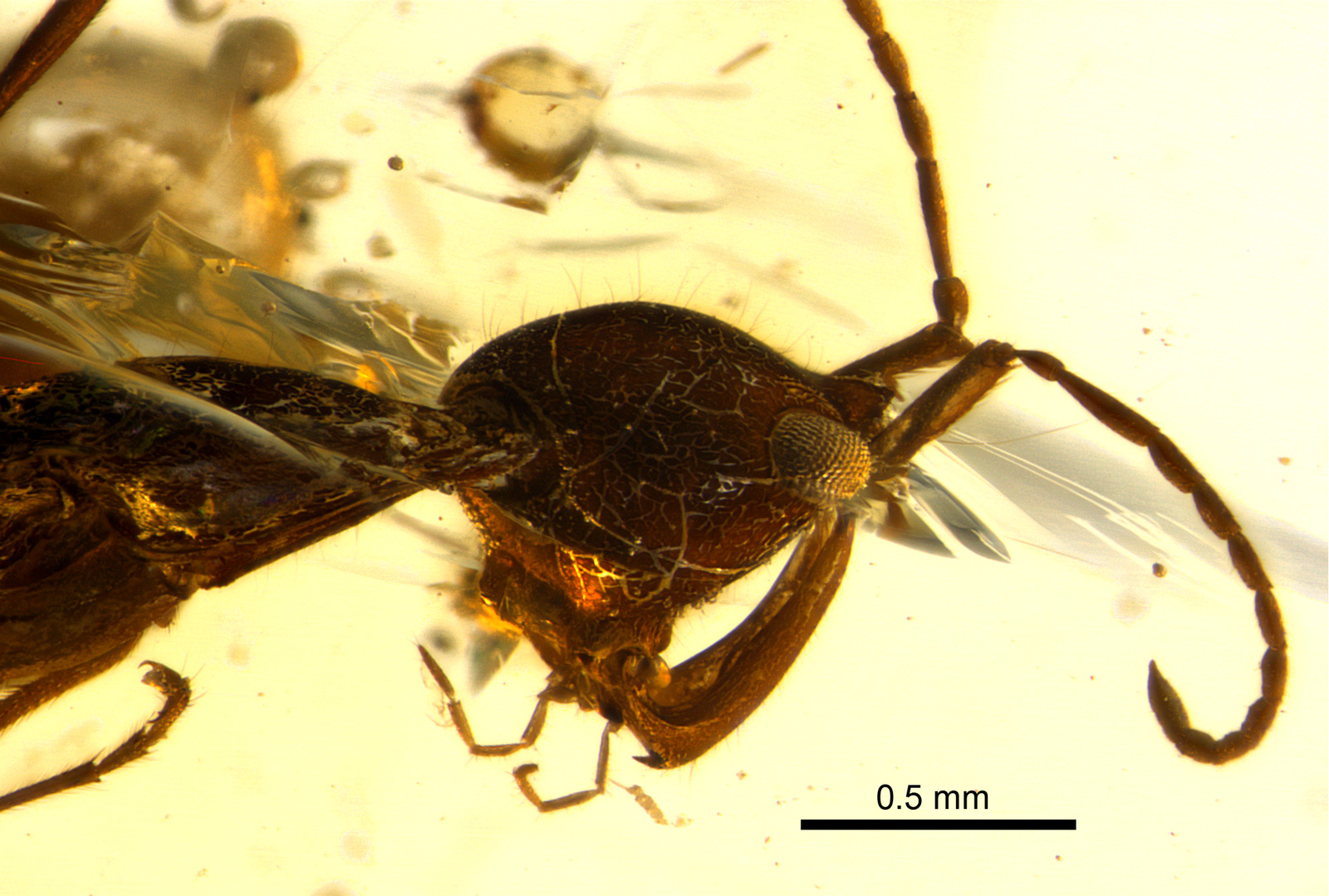
Голова рабочего Haidomyrmex davidbowiei

Мелкие насекомые, длина тела 4,4 мм. Отличаются необычным для муравьёв строением челюстей. Их жвалы были L-образно изогнуты вверх и могли двигаться в вертикальной плоскости (у современных видов муравьёв жвалы двигаются в горизонтальной плоскости) к выступу на лбу, где находятся два зубца. Мандибулы смыкаются вверх, образуя капкан с выступом-«рогом». Усики 10-члениковые. На скапусе усика расположены длинные ланцетовидные щетинки. Первый членик жгутика длиннее второго. Нижнечелюстные щупики состоят из пяти сегментов.

## Классификация
Вид был научно описан в 2020 году бразильскими энтомологами Джоном Латтке (John E.Lattke, Universidade Federal do Paraná, Куритиба, Парана, Бразилия) и Габриелем Мело (Gabriel A. R. Melo). Описание сделано по голотипу рабочего муравья, сохранившегося в куске бирманского янтаря размером 20×10 мм и толщиной около 3 мм. Близок к видам Haidomyrmex cerberus Dlussky, 1996, H. scimitarus Barden & Grimaldi, 2012 и H. zigrasi Barden & Grimaldi, 2012 из подсемейства Haidomyrmecinae. Отличается от них длинными ланцетовидными щетинками на скапусе усика (у других видов вместо них простые волоски) и первым члеником жгутика, который длиннее второго (у других видов он наоборот короче второго). Ранее представителей этой группы включали в состав Sphecomyrminae в качестве трибы Haidomyrmecini.

### Сходные виды

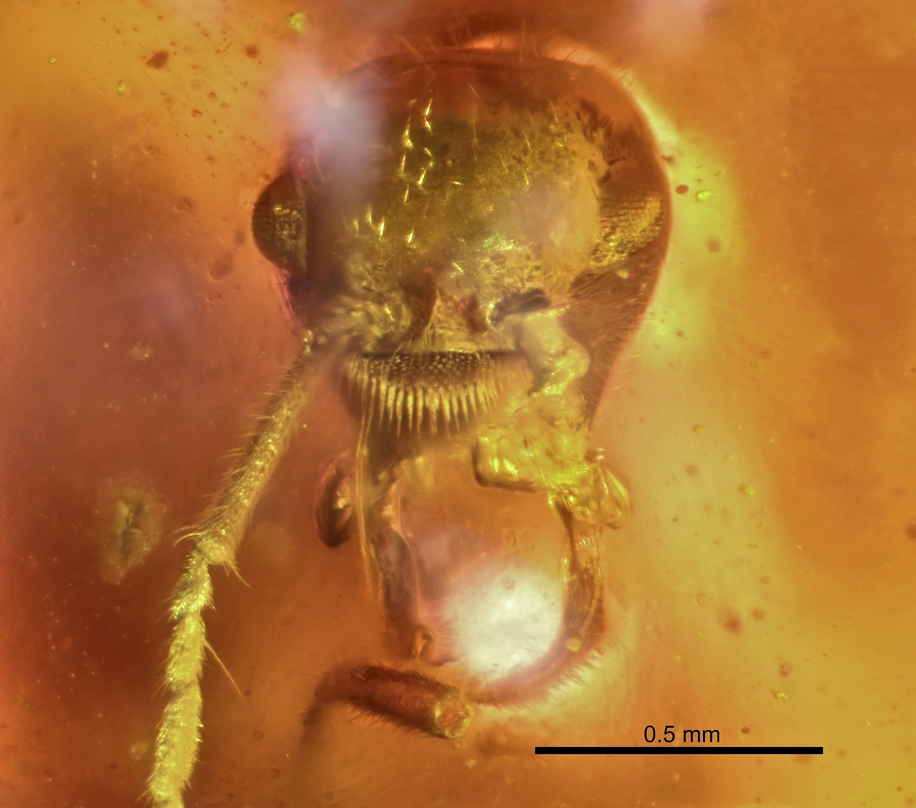
Haidomyrmex cerberus, голова
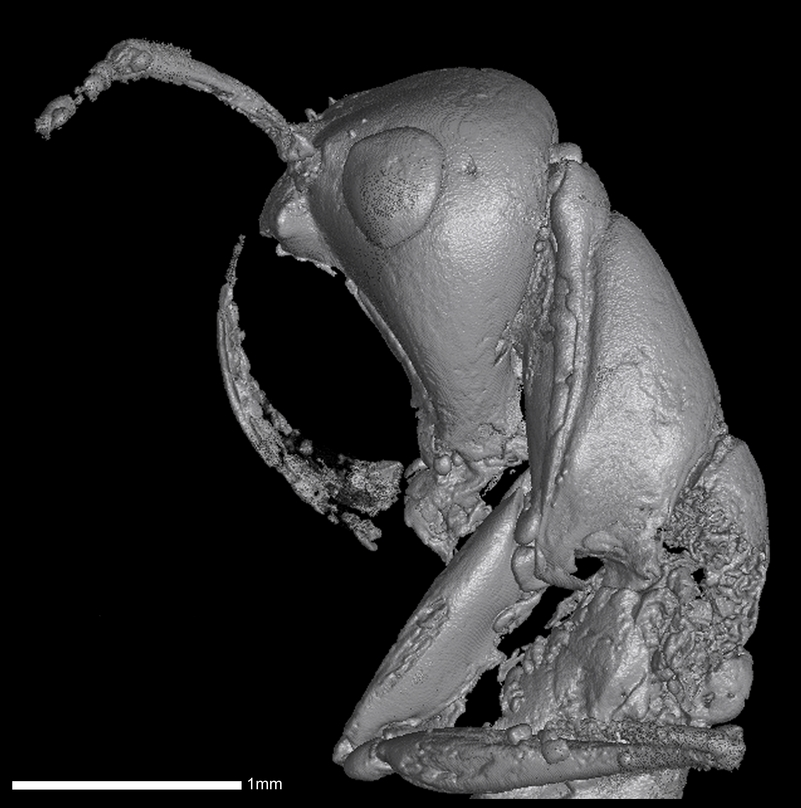
H. scimitarus томографический скан
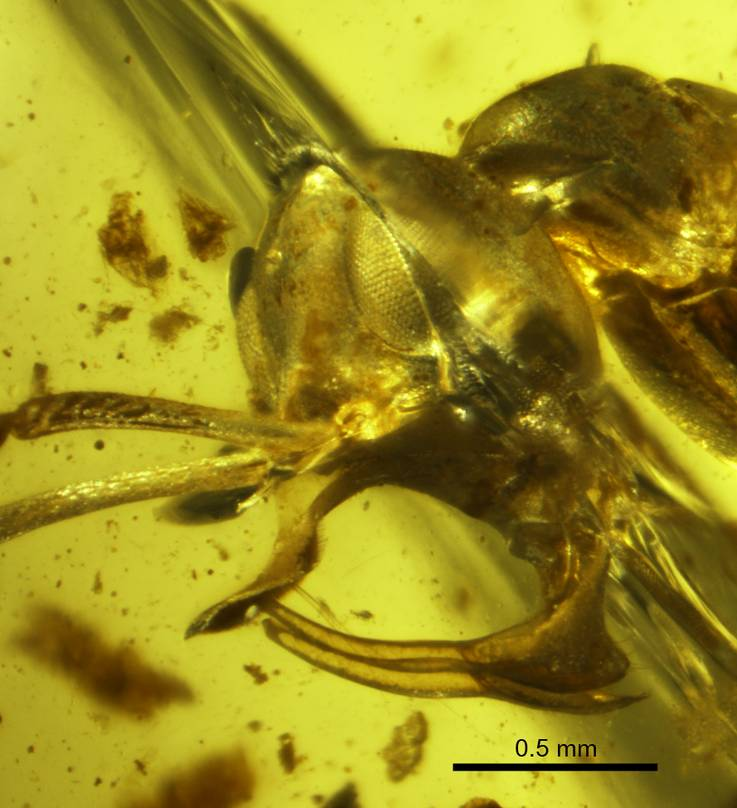
Linguamyrmex vladi, голова и жвалы

## Этимология
Видовое название дано в честь английского рок-музыканта Дэвида Боуи (David Bowie, 1947—2016). Название рода Haidomyrmex («муравей из ада») происходит от латинизированных греческих слов Haidos (Аид — царство мёртвых) и от myrmex (муравей).